# Schizoglossum ingomense
Schizoglossum ingomense är en oleanderväxtart som beskrevs av Nicholas Edward Brown. Schizoglossum ingomense ingår i släktet Schizoglossum och familjen oleanderväxter. Inga underarter finns listade i Catalogue of Life.